# ヤマハ・SR

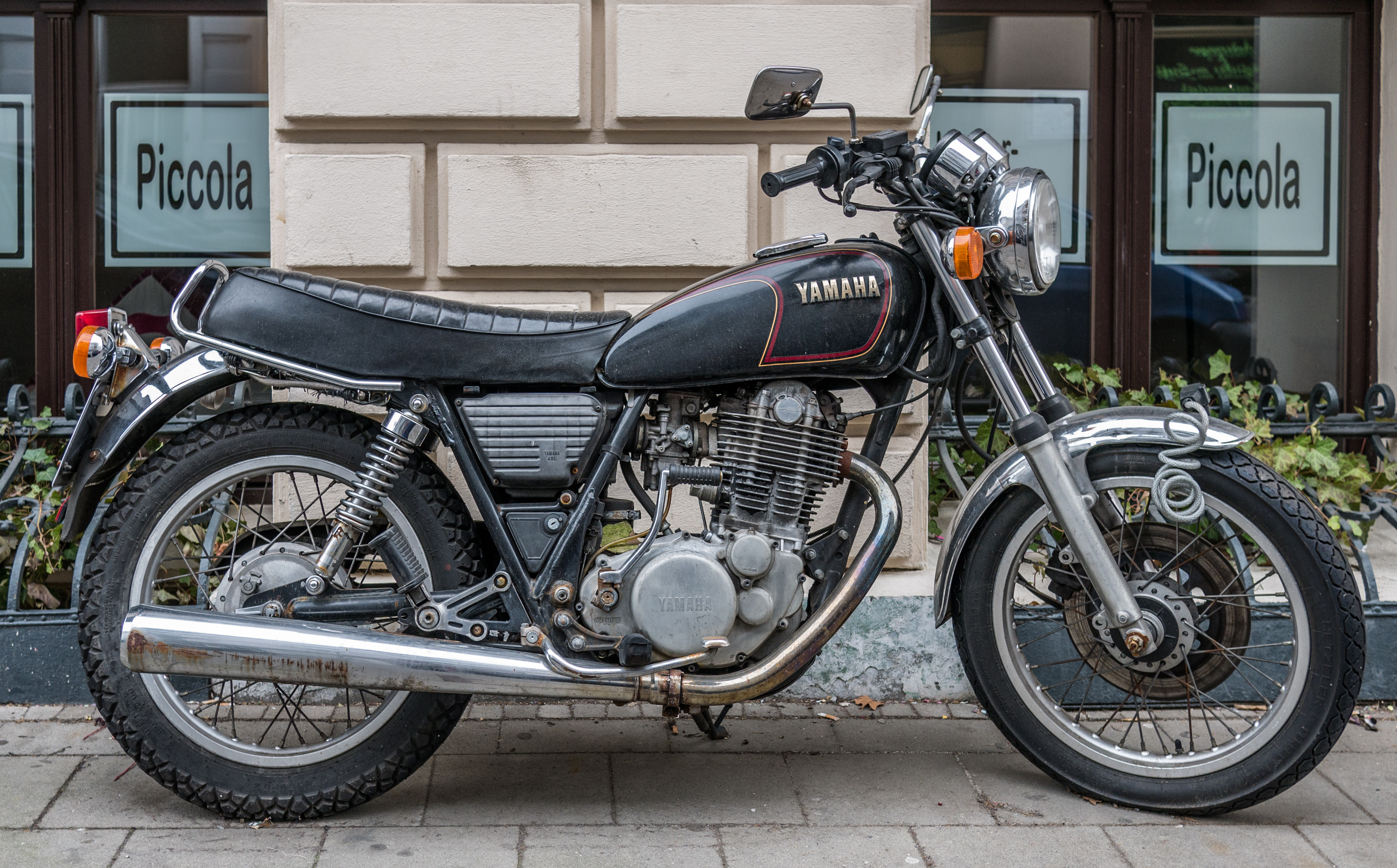
SR500

SR（エスアール）は、ヤマハ発動機が製造・販売している単気筒エンジンを搭載するオートバイのシリーズ車種。
販売当初から大きな変更なく受け継がれるスタイルに全ての年代で人気がある車種。
オートバイの原型とも評されるスタイル。美しいデザインにファンが多い。
後述の通り、エイプリルフールとしてのフェイクニュースがきっかけとして生まれた経緯がある。
車名のSRは「Single Road sports」の略である。
本稿では、同様の単気筒エンジンを搭載するSRXシリーズ、またV型2気筒エンジンを搭載するSRVシリーズについても解説を行う。

## モデル一覧

### SR400
SR400はそれまで大排気量のオンロード単気筒モデルが存在しなかった1978年に発売された。
オフロードモデルのXT500のエンジン、フレームレイアウトをベースに、ショートストローク化して日本の運転免許区分に対応した400ccのエンジンを搭載。足回りなどは数回にわたって変更されたが、2008年まで基本設計とデザインを変更せずに販売し続けたロングセラー車種であった。2008年に一度生産終了となり、排ガス規制に対応した設計変更を加えて2009年末に再び生産が開始されたものの、2021年に日本国内向け生産が終了する。
発売当初はワイヤースポークホイール仕様であったが、翌年1979年に、アルミキャストホイール仕様となったSR400SPが発売された。ラインナップが入れ替わると結果的に販売台数は激減し、購買層からの要望もあってスポークホイールへと戻された。キャストホイールは1983年を最後に姿を消した。
1985年、フロントブレーキをディスクからドラムに変えるという、当時としては異例の退行的モデルチェンジを行った。またこの年式以降、フロントホイールのリムサイズが19インチから18インチへと小径化され、前後で18インチとなりハンドリングが向上した。一見、退化とも受け取れるマイナーチェンジだが、このドラムブレーキ化は当時のディスクブレーキと比較しても制動能力はさほど変わらず、車格と出力からすれば充分な制動性能を備えているものであり、同年スポーツバイクとしてSRX400およびSRX600が発売されたこともあり、その差別化を図るために趣向的なクラシックバイクという面に振られたマイナーチェンジだった。この時、同時にフューエルタンクのサイドが丸みを帯びて大きくなり、容量が公称12Lから公称14Lへと変わり、航続可能距離がより長くなった。またハンドルがやや低くなり、ステップの位置が100mmほど後ろに変更された。
2001年に各種の保安基準が強化され、フロントブレーキが16年ぶりにディスクブレーキに回帰（再変更）となった。また排出ガス規制の強化を受け、「A.I.S（エアインダクションシステム）」を採用することで排出ガス規制をクリアした。またこの年式以降、ステップの位置が1978年発売当初の位置に近付けられ、リアブレーキのタッチも適正化された。
2008年に販売30周年を迎え記念モデル（SR400 30th アニバーサリー・リミテッドエディション）を500台限定で販売したが、翌年から適用される排出ガス規制強化に対応できなかったことから生産を終了した。
SR400およびSR500は2008年の生産終了までに累計12万7千台が販売された人気車種であったことから、購買層から規制への対応による復活が期待され、SRの今後をうかがう内容が雑誌などで話題になっていた。生産停止の間にフューエルインジェクションを搭載した環境規制対応モデルが開発され、 2009年の第41回東京モーターショーにおいてSR400(F.I.)として参考出品された後、2010年モデルの  SR400 として2009年12月21日に発売された。
2010年モデルの希望小売価格は550,000円（税抜）であったが、2013年の発売35周年記念モデルは塗装などを変更した特別仕様にもかかわらず謝恩価格として510,000円（税抜）で発売され、2014年モデルからは通常仕様も510,000円（税抜）で発売されている。
2012年、グッドデザイン・ロングライフデザイン賞受賞。なおデザインはGKデザイングループによるものである。
2017年9月1日にヤマハ発動機より公式ホームページなどで生産終了が発表された。これは平成28年排出ガス規制により適用日の9月1日までに対応できない現行車種は製造販売できなくなるためだが、同月5日に規制に対応した次期モデルを開発中であることが公表された。
2018年9月14日、二輪車平成28年排出ガス規制への適合と、同年11月22日からの発売が発表された。主な変更点は、O2フィードバック制御の精度向上による排出ガスの浄化、ガソリン蒸気を回収して吸気に戻すチャコールキャニスターの追加、音響解析技術を駆使し、低音と歯切れの良さを向上した新タイプのマフラーなど。
同時に、数量限定販売となる、職人が手作業で仕上げたサンバースト塗装を施した燃料タンク、真鍮製音叉エンブレム、サイドカバーの電鋳SRエンブレムなどの装飾を特徴とする「40th Anniversary Edition」も発表された。
2021年1月21日、日本国内向けモデルの生産終了、並びに最終生産モデルである「SR400 Final Edition Limited/SR400 Final Edition」の発売がアナウンスされた。販売そのものは好調を維持していたものの、現行モデルが2022年11月より適用される「二輪車令和2年排出ガス規制」へ適合しておらず、適合のためには多額のコストを要することが原因。また2021年10月以降に義務化されるABSの搭載が、デザイン上の問題で困難
ではないか、と分析する論者も存在する。

### SR500
SR500はそれまで大排気量のオンロード単気筒モデルが存在しなかった1978年に発売された。オフロードモデルXT500のエンジンをベースとした単気筒2バルブSOHC499ccのエンジンは最大出力が32馬力であった。ショートストローク化されてクランク重量も重くされたSR400のエンジンに比べ、SR500は初期モデルを除き軽いクランクが採用されており、XT500に近い弾けるような鼓動感があると評されることが多い。
軽いクランクのため400より極低速時のノンスナッチ性が低く、路地の旋回などでガクガクとしやすい。
このため社外品の中にはそれを緩和させるためにフライホイールを重くするパーツがあったり、初期の重いクランクの中古品が改造ユーザーの間で人気となり高騰したこともある。
日本では普通自動二輪免許で乗ることができるSR400と比べると登録台数は少なかったが、欧州やアメリカに輸出されていたため長期にわたり生産された。しかし、1985年以降のモデルからはブレーキが前後ともドラム形式（ただし1978年-1984年までのモデルはSR400同様フロントがディスク、リアがドラム）であったため欧州の規制強化に対応できず、また日本においても排ガス規制が実施されたため、2000年に生産が中止された。
なおSR500生産終了後の400は日本仕様専用車両となっていたが、2013年からSR400が欧州・北米向けに輸出されるようになった。

### SR250
SR250は1980年に発売された。上位機種のSR400/500とは異なり、アメリカンスタイルの車体構造を持つモデルである。
日本での販売は短命に終わったが、輸出仕様は継続生産されており2010年代に入ってからもメキシコで販売が継続されている。国内では兄貴分の400・500はロングセラーとなり、弟分の125も1995年に販売されるも、250だけは再び販売されることはなかった。エンジンはOHC単気筒。

### SR125
SR125は1981年に発売された。SR250同様のアメリカンスタイルのモデルである。SR125のボアとストロークを増やしたSR185 Exciter（エキサイター）も1981年から輸出生産された。
国内販売については一時ラインナップから外れはしたが、欧州輸出との兼ね合いで1991年と1995年に再発売された（ただしハンドル形状やロゴやカラーリングなどは異なる）。1996年からは前輪ディスクブレーキが装備され、1997年にはレッグシールドと巨大リアキャリアが装備されたビジネス仕様のSR125Bも発売されたが、現在はすべて生産終了。またSR125は小型自動二輪車の教習車として、2015年現在でも多くの自動車教習所で使用されている。

## 発売に至る経緯
発端としては、三栄書房のバイク専門雑誌『モト・ライダー』誌が1977年のエイプリルフール企画として、「近日発売の新車 ヤマハ・ロード・ボンバー (Road Bomber) 」を掲載したことであった。ロード・ボンバーは架空のオートバイで、ヤマハのオフロードバイクであるXT500のエンジンを、島英彦設計によるオリジナルのダブルクレードルフレームを搭載したロードスポーツバイクに仕立てたという設定だった。ロード・ボンバーのコンセプトは、「単気筒エンジンを搭載したロードスポーツバイク。単気筒だから非力なのは致し方ないが軽量にできる。そのことを最大限に生かして操縦性の良さに照準をあわせたバイクに設計するならば、乗っていて『とても楽しい』バイクになるはずだ」というものであった。ロード・ボンバーを架空の新型車だと思わなかった読者から問い合わせが殺到し、ヤマハはここにマーケットが存在することを知り開発を始めたという経緯でSRシリーズは誕生した。
一方、ロード・ボンバー設計者の島英彦は後に「ロード・ボンバーのXT500エンジンはヤマハから提供してもらった。ヤマハも独自にXTのオンロード版（SR）の開発を進めていた。ロード・ボンバーがあったからSRが生まれたというわけではない」と語っている。また島は「SRX400/600の基本構想にも関わった」と証言している。

## ロード・ボンバー・プロジェクト
個人製作のロード・ボンバー（愛称：IX）は当然ながらナンバーは取れず、公道を走ることができないが「バイクはパワーじゃない、操縦性だ!」というコンセプトを証明すべく、保安部品も外さないスタンダード状態のまま1977年の鈴鹿6時間耐久ロードレースに出場し、完走。総合18位であった。
ヤマハからSRが発売された翌1978年の鈴鹿8時間耐久ロードレースにもサーキット走行に合わせて仕様の変更を加えたIX改で参戦した。4気筒のハイパワーマシンや、2ストローク大排気量車の中にあって、「勝算は全くない」「よせばいいのに」と酷評されたものの、それらの車に伍して安定して走り、総合8位に入賞した。
さらに翌1979年はフレームから新規に設計し、ホンダのオフロードモデル・XL500Sのエンジンを搭載した全くの新型、ロード・ボンバーIIXことSHIMA498H（498は排気量でHはホンダの意）で鈴鹿8時間耐久ロードレースに参戦。ゴールの1時間50秒前までは総合7位だったが、ブレーキ故障で転倒したため最終的には総合33位となった。
「非力だが、軽量で操縦性が良いバイク」は、この入賞からひとつの時代を築き始めた。ユーザーの願いがトレンドになった例として、ロード・ボンバーとSRの物語は、日本のバイク史上特筆すべきもの、という意見がある